# Туртул
Туртул — упразднённый аул в Карасукском районе Новосибирской области. На момент упразднения входил в состав Михайловского сельсовета. Исключен из учётных данных в 1977 году.

## География
Аул располагался у жной оконечности озера Чебачье, в 4,5 км (по прямой) к северо-востоку от аула Кавкуй.

## История
Решением Новосибирского облисполкома от 01.12.1977 г. № 799 аул исключен из учётных данных.